# Fyledalens tegelbruk
Fyledalens tegelbruk var ursprungligen ett litet godstegelbruk tillhörigt Högestads gods. Det utvidgades i mitten av 1930-talet. År 1938 tillverkade 38 arbetare över 1½ miljon tegelvaror. Bruket tillverkade brunt tegel av colonusskiffer.